# Felix & Arty
Felix & Arty és un duet musical de rock/reggae format per Roger Taylor bateria de Queen (que pren el nom d'"Arty", degut al so de la "R" i la "T" les inicials del seu nom), i el seu fill Felix, el qual debuta per primer cop de manera pública en el món de la música.
A l'octubre del 2006, van publicar el seu primer single al iTunes, titulat Woman You're So Beautiful. La cançó la canta Felix, mentre que Roger s'ocupa de la veu secundària i de la bateria.
Al 8 de desembre de 2006, al Pavelló Bisley, el duet va tocar per primera en directe juntament amb la SAS Band, la banda formada i capitanejada pel teclista ex-col·laborador de Queen Spike Edney.